# Краят на вечността
„Краят на Вечността“ e роман антиутопия от Айзък Азимов, в който се разглежда тенденцията за прекомерна защитеност и изолираност на съвременния човек от собствените му грешки. Книгата е написана през 1955 г.
Авторът изследва какво би се случило, ако група хора се сдобие със способността да „редактира“ грешките на другите, като променя миналото им без тяхното знание и с мисълта, че прави това за тяхно добро. В романа ясно проличава субективността на понятията Добро и Зло и се очертава необходимостта както от правилни, така и от погрешни решения в живота на човека.
Романът е типичен представител на стила „Деус екс машина“ (разкази с неочакван край) и леко контрастира с типичния за Айзък Азимов научен стил.
Книгата е публикувана в САЩ през 1955 г. Варненското издателство „Г. Бакалов“ я издава на български език през 1981 г. в превод на Невена Златарева-Чичкова като № 30 от поредицата „Галактика“.